# Gustav Adolph Kenngott
Gustav Adolph Kenngott (Breslavia, 6 gennaio 1818 – Lugano, 7 marzo 1897) è stato un mineralogista tedesco.

## Biografia
Fu  impiegato nell'Hofmineralien-Cabinett di Vienna, e diventò professore di mineralogia all'Università di Zurigo. Si distinse per le sue ricerche su mineralogia, cristallografia e petrologia. Nel 1855, dal serpentino del monte Zdjar vicino a Schönberg in Moravia, Kenngott fu il primo a descrivere l'enstatite. Nel 1860 identificò un nuovo minerale, dandogli il nome di pisanite in onore di Felix Pisani. Kenngott morì a Lugano.

## Opere
- Lehrbuch der reinen Krystallographie (1846).
- Lehrbuch der Mineralogie (1852 e 1857; 5ª ed., 1880).
- Übersicht der Resultate mineralogischer Forschungen in den Jahren 1844-1865 (7 vols., 1852-1868).
- Die Minerale der Schweiz (1866).
- Elemente der Petrographie (1868).